# Aaron White
Aaron White (Strongsville, Ohio, 10 de septiembre de 1992) es un baloncestista estadounidense que pertenece a la plantilla del Toyama Grouses de la B.League japonesa. Con 2,06 metros de estatura, juega en la posición de ala-pívot.

## Trayectoria deportiva

### Universidad
Jugó durante cuatro temporadas con los Hawkeyes de la Universidad de Iowa, en las que promedió 13,3 puntos, 6,4 rebotes y 1,4 asistencias por partido. En su primera temporada fue incluido en el mejor quinteto de novatos de la Big Ten Conference, y en la última, en el mejor quinteto absoluto de la conferencia. Acabó su carrera universitaria como el jugador de la Big Ten que más tiros libres consiguió en sus cuatro años, con 618, superando en 98 al líder hasta entonces, Alando Tucker.

### Profesional
El 25 de junio de 2015, fue seleccionado en la cuadragésimo novena posición del Draft de la NBA de 2015 por Washington Wizards. pero tras su escaso bagaje en la NBA Summer League, en la que únicamente promedió 3,0 puntos y 3,7 rebotes por partido, acabó fichando por el Telekom Baskets Bonn alemán por una temporada.
En las filas del Telekom Baskets Bonn alemán, aportó 13.4 puntos y 5.7 rebotes en la BBL, y 12.3 puntos y 6.3 rebotes en la Eurocup.
En verano de 2016, White intentó de nuevo, hacerse un hueco en la NBA, con los Wizards, pero de nuevo Europa es su destino. El jugador firma por el Zenit de San Petersburgo ruso, con un acuerdo dos temporadas, en formato de 1+1. El 13 de junio de 2017, White firmó con el Zalgiris Kaunas, que disputa LKL y Euroliga. 
Comenzó la temporada 2019-20 en el Pallacanestro Olimpia Milano, donde aportó 2.2 puntos y 1.5 rebotes en la EuroLeague, y 3.6 puntos y 1.8 rebotes en la liga italiana. Lejos de lo que se esperaba del alero, el Pallacanestro Olimpia Milano decidió su corte, y lo aprovechó el Iberostar Tenerife para hacerse con sus servicios con el que promedió 8.8 puntos y 4.4 rebotes en la liga Endesa, y 10.8 puntos y 4.8 rebotes en la BCL.
En agosto de 2020, firma con el Panathinaikos B. C. de la A1 Ethniki.
El 1 de julio de 2021, firma por el Estrella Roja de la ABA Liga.
En la temporada 2022-23, firma por el KK Budućnost Podgorica de la Liga Montenegrina de Baloncesto.
El 26 de diciembre de 2022, firma por el Darüşşafaka S.K. de la Türkiye Basketbol 1. Ligi.
El 28 de junio de 2023 fichó por Kumamoto Volters de la B.League japonesa. En la temporada siguiente pasó al Toyama Grouses, otro equipo japonés de la misma liga.

## Selección nacional
White representó a su país en el torneo de baloncesto masculino de la Universiada de 2013.